# بوني ديفيس
بوني ديفيس (بالإنجليزية: Bonnie Davis)‏ هي مغنية أمريكية، ولدت في 10 يونيو 1920 في نيو أورلينز في الولايات المتحدة، وتوفيت في 1 أغسطس 1976 في نيوجيرسي في الولايات المتحدة.

## وصلات خارجية
- بوني ديفيس على موقع ميوزك برينز (الإنجليزية)
- بوني ديفيس على موقع ديسكوغز (الإنجليزية)